# Holly Earl
Holly Earl (ur. 31 sierpnia 1992 w Londynie) – angielska aktorka, która wystąpiła m.in. w filmie Twój Vincent i serialach Na sygnale, Humans i Kuku.

## Filmografia

### Film
| Rok  | Tytuł                      | Rola           | Uwagi |
| ---- | -------------------------- | -------------- | ----- |
| 2002 | Opętanie                   | May Bailey     |       |
| 2004 | Secret Passage             | młoda Clara    |       |
| 2013 | Dracula: The Dark Prince   | Esme           |       |
| 2015 | Królowa pustyni            | Florence       |       |
| 2017 | Twój Vincent               | La Mousmé      | głos  |
| 2019 | Once Upon a Time in London | Aggie Vaux     |       |
| 2021 | Last Train to Christmas    | ciocia Vi (15) |       |
| 2022 | Żywa przynęta              | Nat            |       |
| 2022 | Sen nocy letniej           | Hermia         |       |

### Telewizja
| Rok       | Tytuł                           | Rola            | Uwagi       |
| --------- | ------------------------------- | --------------- | ----------- |
| 1997–1998 | Touching Evil                   | Louise Creegan  | 3 odc.      |
| 1999      | Czerwony karzeł                 | młoda Kochanski | 1 odc.      |
| 1999      | Ruth Rendell Mysteries          | Lindsey         | 1 odc.      |
| 1999      | The Greatest Store in the World | Angeline        | film TV     |
| 2000      | Mój bohater                     |                 | 1 odc.      |
| 2006      | Wild at Heart                   | Georgia Chapman | 1 odc.      |
| 2010      | Into the Night                  | Grace           | krótkometr. |
| 2010–2011 | Na sygnale                      | Nita            | 14 odc.     |
| 2011      | Doctors                         | Summer Carroll  | 1 odc.      |
| 2011      | Doktor Who                      | Lily Arwell     | 1 odc.      |
| 2012      | Kumple                          | Poppy Champion  | 1 odc.      |
| 2013      | Ojciec Brown                    | Ruth Bennett    | 1 odc.      |
| 2014      | Benidorm                        | Elena           | 2 odc.      |
| 2014      | Law & Order: UK                 | Lisa Gardner    | 1 odc.      |
| 2014      | Muszkieterowie                  | Céline          | 1 odc.      |
| 2014      | The Red Tent                    | młoda Rachela   | 1 odc.      |
| 2012–2016 | Kuku                            | Zoe             | 9 odc.      |
| 2015      | Ordinary Lies                   | Ruby Hill       | 1 odc.      |
| 2016      | Beowulf                         | Kela            | 8 odc.      |
| 2017      | Our Ex-Wife                     | Ava             | pilot       |
| 2017      | The Pact                        | Emily           | film TV     |
| 2018      | Humans                          | Agnes           | 6 odc.      |

### Gry komputerowe
| Rok  | Tytuł                | Rola        | Uwagi |
| ---- | -------------------- | ----------- | ----- |
| 2019 | Erica                | Erica Mason |       |
| 2020 | League of Legends    | Lillia      |       |
| 2024 | Dragon's Dogma 2     | Ulrika      |       |
| 2024 | Legends of Runeterra | Lillia      |       |
| 2024 | Stellar Blade        | Kaya        |       |